# Mysteriet i det gule værelse
Mysteriet i det gule værelse er en amerikansk stumfilm fra 1919 af Émile Chautard.

## Medvirkende
- William Walcott som Strangerson
- Edmund Elton som Robert Darzac
- George Cowl som Frederic Larsan
- Ethel Grey Terry som Mathilde Strangerson
- Lorin Raker som Rouletabille / Joe-Jo